# Stadio Blagoj Istatov
Lo stadio Blagoj Istatov (in macedone Стадион Благој Истатов?, Stadion Blagoj Istatov), già noto come Stadio Mladost (in macedone Стадионот Младост?, Stadion Mladost, "stadio gioventù"), è uno stadio di calcio situato a Strumica, in Macedonia del Nord.
Ha una capacità di 8000 posti a sedere e ospita le partite casalinghe del Belasica.

## Storia
Lo stadio è stato rinnovato nel 2005, quando si è tenuta una cerimonia di inaugurazione di una targa alla presenza di Joseph Blatter.